# Lousa (Loures)
Lousa é uma povoação portuguesa sede da Freguesia de Lousa do Município de Loures, freguesia com 16,52 km² de área e 3216 habitantes (censo de 2021), tendo, por isso, uma densidade populacional de 194,7 hab./km².

## Geografia
Além da sede, a Freguesia de Lousa inclui os sítios de Carcavelos, Carrasqueira, Carrascal, Casais do Forno, Fontelas, Montachique, Ponte de Lousa (que partilha com Loures), Salemas, Torneiro e Torre Pequena. Confina com as freguesias de Fanhões, Loures, e com o concelho de Mafra (freguesias do Milharado, Santo Estêvão das Galés e Venda do Pinheiro.

## Demografia
A população registada nos censos foi:
Nota: Nos anos de 1864 e 1878 pertencia ao concelho dos Olivais, extinto por decreto de 22/07/1886
| Ano  | 0-14 Anos | 15-24 Anos | 25-64 Anos | > 65 Anos |
| 2001 | 474       | 465        | 1787       | 693       |
| 2011 | 408       | 323        | 1750       | 688       |
| 2021 | 430       | 305        | 1678       | 803       |

## História
Outrora foi conhecida sob o nome de Lousa Pequena (embora estranhamente nunca tenha havido uma Lousa Grande). A sua igreja matriz, dedicada a São Pedro, data de meados do século XVI.

## Património
- Chafariz de Lousa
- Fonte de Carcavelos
- Anta de Carcavelos
- Igreja Matriz de São Pedro da Lousa
- Quinta dos Travassos

## Heráldica
Lousa usa a seguinte bandeira e brasão de armas:
Um escudo de ouro, com uma ponte de negro lavrada de prata, firmada nos flancos e movente de uma campanha ondada de azul e prata de três faixas. Em chefe, dois ramos de oliveira de verde, frutados de negro, com os pés passados em aspa e atados de azul. Uma coroa mural de prata de três torres. Um listel branco, com a legenda de negro, em maiúsculas: «LOUSA – LOURES». Bandeira de azul; cordões e borlas de ouro e azul.